# Poul Justesen
Poul Adolf Justesen (født 26. maj 1933 i Hillested, Danmark) er en dansk tidligere roer.
Justesen var med i den danske firer med styrmand ved OL 1960 i Rom. Mogens Pedersen, Svend Helge Hansen, Erik Rask og styrmand Ejgo Vejby Nielsen udgjorde resten af bådens besætning. Danskerne sluttede på tredjepladsen ud af fem både i det indledende heat, og skulle derfor ud i et opsamlingsheat. Her kom man ind på tredjepladsen ud af fire både, og kvalificerede sig derfor ikke til semifinalen.